# Castillo de Tourbillon

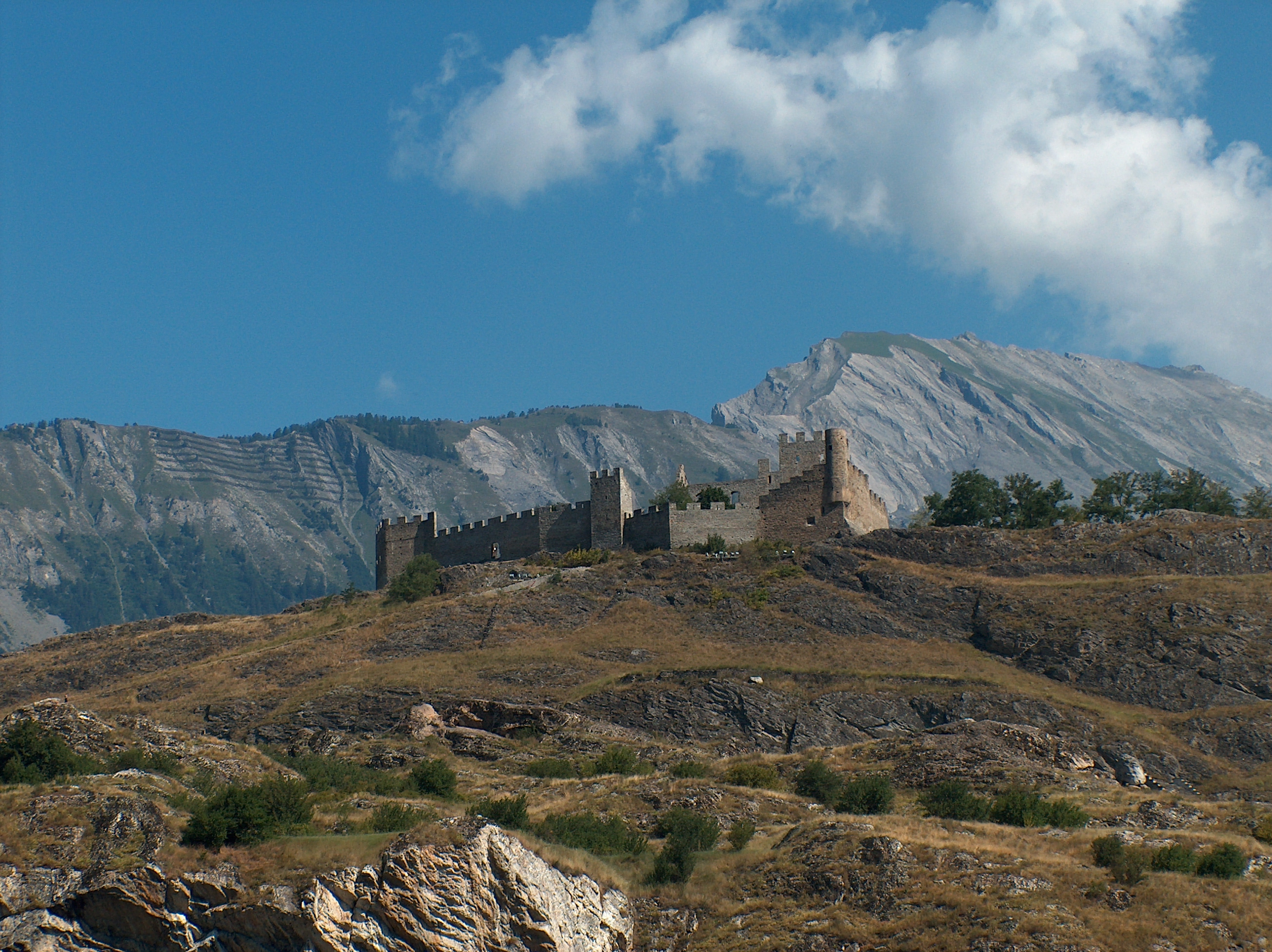
Vista del castillo desde el suroeste.

El castillo de Tourbillon (en francés Château de Tourbillon) es un castillo en Sion, en el cantón de Valais, Suiza. Se encuentra encima de una colina localizada en frente de otra, sobre la cual se asienta la Basílica de Valère.
Fue construido entre 1290 y 1308 por el obispo de Sion, Bonifacio de Challant, como su residencia principal. Una gran parte del castillo fue destruida por los patriotas de Valais en 1416. El castillo fue reconstruido en 1477 por el obispo Guillermo VI de Raron. Actualmente, el castillo se encuentra en ruinas debido a un incendio ocurrido en 1788.